# Jakub Kohn (1869–1938)
Jakub Kohn (ur. 15 lipca 1869 w Częstochowie, zm. 22 października 1938 tamże) − polski przedsiębiorca i działacz społeczny żydowskiego pochodzenia.

## Życiorys
Jakub Kohn urodził się w 1869 roku jako syn Berka (Wilhelma) Kohna, pierwszego fabrykanta działającego w Częstochowie. Ukończył gimnazjum rządowe w Alejach, gdzie obecnie działa IV LO i wyjechał do Niemiec, gdzie uczył się litografii. Po powrocie rozpoczął pracę w firmie ojca. W 1890 roku wstąpił, jako ochotnik-szeregowiec, do częstochowskiej Straży Ogniowej, utworzonej 5 listopada 1871 roku. Szybko stał się przywódcą ruchu strażackiego, w 1894 roku wybrano go jej naczelnikiem, a rok później członkiem zarządu. Jako członek władz straży przeciwstawiał się rosyjskim formom nacisku na polskie organizacje społeczne. Po śmierci ojca w 1912 roku przejął zarządzanie rodzinnymi przedsiębiorstwami.
W niepodległej Polsce był inicjatorem tworzenia ogólnonarodowego związku straży (obecnej Państwowej Straży Pożarnej). Odznaczony został m.in. Krzyżem Kawalerskim Orderu Polonia Restituta (1929) oraz Złotym i Srebrnym Krzyżem Zasługi.
Zmarł w 1938 roku i, jako że przeszedł na katolicyzm, został pochowany na cmentarzu Kule.